# Matala (Grecia)
Matala è un villaggio greco dell'isola di Creta, situato sulle rive del Mar Libico, all'interno del comune di Festo e a circa 70 km a sud di Candia.
È una località turistica, famosa per la scogliera sovrastante la spiaggia in cui si sono ricavate delle grotte fin dall'epoca preistorica. Successivamente, in epoca greca e romana, sono state utilizzate come tombe e più recentemente, negli anni settanta, sono state abitate da una comunità hippy proveniente da diverse parti del mondo.